# UNFD
UNFD („Unified“ ausgesprochen) ist ein von Jaddan Comerford im Jahre 2011 gegründetes Musiklabel aus Melbourne, Australien. Das Label vertreibt vor allem nationale Künstler der Pop-Punk-, Post-Hardcore-, Metalcore- und Hardcore-Punk-Szene. Nebenbei vertreibt es auch exklusiv in Australien und Neuseeland internationale Bands von dem US-amerikanischen Plattenlabel Hopeless Records.

## Geschichte
Das Label wurde am 1. Januar 2011 von Jaddan Comerford gegründet und entstand aus dessen vorherigem Label Boomtown Records, welches Comerford, inspiriert durch aufkommende Musiklabel wie Epitaph Records, bereits im Alter von 18 Jahren gegründet hatte. Zudem gab Comerford sein Unternehmen Staple Management auf, mit welchem er im Bereich des Musikmanagements tätig war. Am 5. August 2011 erschien mit Heartbound von Dream On, Dreamer das erste Album des Labels, welches Platz 38 in den australischen ARIA Charts erreichte und für die ARIA Music Awards in der Kategorie Rockalbum des Jahres nominiert wurde.
Ende Januar 2013 startete das Label eine Kampagne unter der Überschrift „Singularity 2013“, zu der es eine eigene Website erstellte, die einen Countdown anzeigte, welcher am 22. Februar 2013 endete. Währenddessen wurde unter den Fans und in den Medien über ein mögliches Festival, auf welchem nur Bands des Labels auftreten, spekuliert. Tatsächlich handelte es sich bei dem Countdown um die Ankündigung des Albums Singularity von Northlane, welches im April desselben Jahres erschien und auf Platz drei der australischen Charts einstieg. Kurz darauf gab das Label bekannt, die in Australien erfolgreiche Band Dead Letter Circus unter Vertrag genommen zu haben. Noch im selben Monat erhielt Chasing Ghosts von The Amity Affliction in Australien Goldstatus, nachdem es innerhalb von weniger als acht Monaten nach der Veröffentlichung über 35.000 Mal verkauft wurde. Im September 2014 unterzeichnete die Gruppe einen Vertriebsdeal mit Rise Records, sodass Veröffentlichungen des Labels über Rise in Nordamerika vertrieben werden.

## Unify Gathering
Seit 2015 richtet das Label das Unify Gathering, ein Musikfestival für Rock- und Metal-Bands, aus. Dabei treten hauptsächlich Gruppen auf, die bei UNFD unter Vertrag stehen gemeinsam mit internationalen Szenegrößen aus. Das Festival findet seit der Erstaustragung auf den Tarwin Meadows in der Region Gippsland statt. Das Unify Gathering startete als Zwei-Tages-Festival und ist für 3,000 Besucher ausgerichtet. Beim ersten Unify Gathering spielten unter anderem The Amity Affliction, Northlane, Thy Art Is Murder, Deez Nuts, In Hearts Wake, Storm the Sky, Hand of Mercy, Antagonist AD, Confession, Hellions, Buried in Verona und Break Even, welche sich extra für diesen Auftritt wiedervereinigt haben.
Auf der zweiten Austragung des Musikfestivals traten insgesamt 18 Gruppen an zwei Festivaltagen auf, darunter Parkway Drive, Tonight Alive, Neck Deep, State Champs, Stray from the Path, Hands Like Houses, Dream On, Dreamer, Make Them Suffer und Trophy Eyes. Zudem wurde eine All-Star-Coverband angekündigt, bestehend aus Anthony Caruso und Matt Gravolin von den Hellions sowie Icon-for-Hire-Sängerin Duane Hill, welche unter dem Namen The All Nighters auftraten und Lieder von Künstlern wie Taylor Swift, Silverchair, Limp Bizkit und Slipknot coverten, wobei die Besucher des Musikfestivals über die gespielten Lieder abstimmen durften.
Am 22. Juni 2016 wurde die Festivalbesetzung für die dritte Auflage des Festivals, welches um einen dritten Tag erweitert wurde, bekanntgegeben. Als Headliner wurden Alexisonfire gebucht, welche von House vs Hurricane, Every Time I Die, letlive, I Killed the Prom Queen, Moose Blood, King Parrot, Counterparts, The Getaway Plan und weiteren Gruppen unterstützt werden. Für diese Auflage des Unify Gathering wurden ab dem 3. Juni 2016 2,000 Early-Bird-Tickets zur Verfügung gestellt; am 24. Juni begann der reguläre Ticketverkauf.

## Download-Festival
Es wurde berichtet, dass Live Nation eine Partnerschaft mit UNFD eingehen will, um einen Ableger des berühmten Download-Festival in Australien zu organisieren. Das Festival soll entweder Ende 2017 oder Anfang 2018 ausgetragen werden. Wenige Tage später wurde bekannt, dass Live Nation die Namensrechte für den australischen Festivalableger erworben habe, sodass weitere Planungen möglich geworden sind auch wenn der britische Festival-Organisator Andy Copping einen offiziellen Ableger für Australien noch nicht bestätigt hat.

## Bands
- Architects
- The Amity Affliction
- Beartooth
- Bodyjar
- Buried in Verona
- Crossfaith
- D at Sea
- Dead Letter Circus
- Deez Nuts
- Dream On, Dreamer
- Dream State
- Erra
- Hacktivist
- Hand of Mercy
- Hellions
- House vs Hurricane
- I Am Zero
- I Killed the Prom Queen
- Illy
- In Hearts Wake
- Like Moths to Flames
- Northlane
- Make Believe Me
- Ocean Grove
- Off!
- Saviour[17]
- Silverstein
- Storm the Sky
- Stray from the Path
- Thornhill
- Trade Wind
- Vance Joy
- Violent Soho
- We Came as Romans
- Yours Truly